# Alan Bishop
Pour les articles homonymes, voir Bishop.

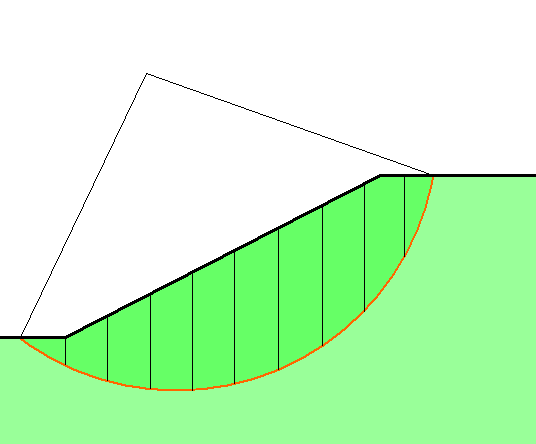
Étude de l'équilibre d'un talus par la méthode du cercle de glissement.

Alan Wilfred Bishop (né le 27 mai 1920 à Whitstable ; mort le 30 juin 1988 au même endroit) est un pionnier britannique de la mécanique des sols.

## Biographie
Bishop a fréquenté le King´s College de Wimbledon et poursuivi ses études à l'université de Cambridge (Emmanuel College, diplômé en 1942). Il soutient sa thèse de doctorat en 1952 à Imperial College sous la direction d'Alec Skempton (thèse consacrée à la stabilité des barrages en remblais). Il enseigne ensuite à Imperial College, d'abord comme maître-assistant dans le département de Skempton (1946), puis comme maître de conférences (1957) et obtient en 1965 la chaire de mécanique des sols. De 1970 à 1973 il est doyen du City and Guilds College d’Imperial College. Il prend sa retraite en 1980 mais poursuit ses recherches en tant que Senior Research Fellow (puis professeur émérite en 1983).
En 1966 il est invité comme 6e conférencier Rankine, et donne un exposé sur The Strength of soil as engineering materials.
Bishop est principalement connu pour sa méthode d'analyse de la stabilité des pentes et des digues (méthode du cercle de glissement) et l'emploi systématique de l'essai triaxial (qu'il avait perfectionné avec David Henkel). Il a aussi mis au point une méthode de mesure de la pression interstitielle. Dès les années 1940, alors qu'il étudiait les causes de la ruine des digues à la Building Research Station du Metropolitan Water Board, il avait développé ses propres appareils pour mesurer les caractéristiques des sols et pour les carottages.
Bishop était un passionné de voile. Il ne s'est marié qu'en 1983.